# Alexander Arnt Hansen
Alexander Arnt Hansen, né le 13 mai 2003, est un coureur cycliste danois. Il est membre de l'équipe Airtox-Carl Ras.

## Biographie
Alexander Arnt Hansen commence sa carrière cycliste en 2010 sous les couleurs du Dansk Mountainbike Klub, situé à Copenhague. Il poursuit ensuite sa progression au Værløse Farum Cykleklub, au Cycling Club Hillerød puis au Team NPV-Carl Ras Roskilde.
Durant l'été 2021, il est sélectionné en équipe nationale du Danemark pour participer à la Course de la Paix juniors (moins de 19 ans). Peu de temps après, il se distingue sur le Grand Prix Rüebliland en terminant deuxième de la dernière étape et septième du classement général, tout en remportant le grand prix de la montagne. Il montre par ailleurs ses qualités de rouleur en finissant troisième du contre-la-montre des Trois Jours d'Axel. 
En 2022, il décide de rejoindre l'équipe continentale Restaurant Suri-Carl Ras pour ses débuts espoirs (moins de 23 ans). Lors de la saison 2023, il s'impose sur une étape du Tour of Malopolska. Il s'agit de son premier succès acquis sur une compétition inscrite au calendrier de l'UCI,. 

## Palmarès et résultats

### Palmarès par année
- 2021
  - 2e du Youth Tour
  - 2e du championnat du Danemark du contre-la-montre par équipes juniors
- 2023
  - 3e étape du Tour of Malopolska
- 2024
  -  Champion du Danemark de gravel
  - 2e du Puchar MON
  - 3e de Eschborn-Francfort espoirs
- 2025
  - Visit South Aegean Islands

### Classements mondiaux
| Année                                 | 2023  | 2024  |
| ------------------------------------- | ----- | ----- |
| Classement mondial                    | 1714e | 1030e |
|                                       |       |       |
| Légende : nc = non classéSource : UCI |       |       |